# Ernst Bloch
Ernst Bloch, nemški marksistični filozof, * 8. julij 1885, Ludwigshafen, † 4. avgust 1977, Tübingen.
V svojih delih se je osredotočal na tezo, da je v humanističnem svetu, kjer ni zatiranja in izkoriščanja, še vedno možnost revolucije. Večina njegove filozofije temelji na njegovem najpomembnejšem delu Princip upanja, ki ga je napisal v izgnanstvu.

## Življenje
Ernst Bloch se je 8. julija 1885 v Ludwigshaffnu na Renu rodil materi Berthi Bloch in očetu Maxu Blochu, ki je bil upravnik na železnici. Po študiju filozofije se je leta 1913 poročil z Elso von Stritzky, hčerjo baltskega pivovarja, ki je umrla leta 1921. Kmalu za tem se je poročil z Lindo Oppenheimer, vendar je tudi ta zakon trajal le nekaj let. Njegova tretja žena je bila poljska arhitektka Karola Piotrowska, s katero se je na Dunaju poročil leta 1934. S prihodom nacistov na oblast sta bila prisiljena prebegniti najprej v Švico kasneje v Avstrijo, Francijo in Češkoslovaško, nazadnje pa v ZDA. Blochu je Univerza v Leipzigu leta 1948 ponudila mesto profesorja na Filozofski fakulteti, ki ga je sprejel in se zato naslednje leto vrnil v Vzhodno Nemčijo.
Leta 1955 je prejel državno nagrado Zahodne Nemčije, bil pa je tudi sprejet na Nemško akademijo znanosti v Berlinu (AdW) in je postal politični filozof Zahodne Nemčije. Iz vrst njegovih študentov je prihajal Blochov asistent Manfred Buhr, ki je pod njegovim mentorstvom naredil doktorat in je kasneje postal profesor na Greifswaldu ter nato direktor Centralnega inštituta za filozofijo na Akademiji znanosti v Berlinu. Kasneje je postal eden izmed največjih Blochovih kritikov.
Mnenje sicer marksističnega Blocha je proti tedaj vladajoči Enotni socialistični stranki Nemčije leta 1956 spremenilo dogajanje med madžarsko revolucijo. Zaradi političnih razlogov so ga upokojili leta 1957, čemur je javno nasprotovalo veliko število znanstvenikov in študentov, med drugimi tudi priznani profesor in njegov sodelavec Emil Fuchs s svojimi študenti ter vnukom Klausom Fuchs-Kittowskim. Ko je bil zgrajen Berlinski zid leta 1961, se ni vrnil v Vzhodno Nemčijo, ampak je odšel v Tübingen v Zahodni Nemčiji, kjer je prejel častno mesto profesorja na Filozoski fakulteti. Umrl je 4. avgusta 1977 v Tübingenu.

## Filozofija
V svoji filozofiji je bil Bloch kritičen ne le do meščanske družbe marveč tudi do marksizma in vseh njegovih kasnejših oblik ter je poudarjal oblikovanje brezrazredne družbe. Med drugim si je prizadeval odkriti bistvo časovne strukture človeškega obstoja. Med odkrivanje bistva je naletel na nagone, kjer je ugotovil, da ima človek več temeljnih nagonov, ki se izražajo izmenjajoče. Poudarjal je aktivna afekta pričakovanja in upanja, saj sta nasprotja pasivnih afektov tesnobe in strahu. S tem je nasprotoval Heideggerjevi eksistencialistični koncepciji bivanja kot skrbi in tesnobe.
V svojih delih vpelje idejo "Humanuma", podružabljenega človeštva kot cilj, ki ga je moč doseči s komunizmom - brezrazredno družbo. Z nastajanjem bolj znanstvenega socializma se v njem razvija skrb za človeka, končni cilj socializma pa je preprečitev samoodtujitve in hkratno spodbujanje aktivnega zagovora lastnih idej. 
Pri Blochu je praksa dobila osrednje mesto v njegovi filozofiji, saj vključuje različne aspekte človekovega dojemanja zunanjega sveta, kot so: tehnični,  poetični, socialni in teoretični in prav ti aspekti so pomembni pri doseganju podružabljenega človeštva.
Bloch je razdelil dialektični proces na 1) fronto, 2) novum in 3) materijo, pri čemer je fronto opredelil kot časovni odsek v katerem nastaja prihodrnost (naslednje). Novum je opisal kot kraljestvo svobode, kjer je realna možnost še nezavestnega in še nenastalega, materijo pa kot realni substrat, možnosti dialektičnega procesa, kot nekaj v čimer se vse lahko udejani. 
V nadaljevanju svojega razmišljanja je Bloch v središče postavil globlje mislečega človeka, saj človekova zavest ni samo produkt njegovega obstoja, ampak jo sestavlja še nekaj več, kar Bloch opredeljuje kot "presežek". Ta se izraža v družbenih, gospodarskih in verskih utopijah, v likovni umetnosti, glasbi in sanjarjenju.

### Princip upanja
Bloch je napisal Princip upanja, ko je  živel v ZDA, kjer je najprej prebival v New Hampshireju, nato pa se je preselil v Massachusetts. Tri zvezke Principa upanja je napisal v čitalnici Widenerjeve knjižnice na Harvardu. Najprej je delo poimenoval Sanje o boljšem življenju (Dreams of a Better Life), nato pa Princip upanja. V tem delu poskuša določiti splošno razlago človeške in naravne usmeritve proti socialnemu in tehnološkemu napredku. Nemški idealizem je vplival na filozofske kategorije, katere je Bloch uporabil, da je razvil svoj etnični in politični ideal. Bloch je za temelje svoje utopične misli uporabil načela Immanuela Kanta in Georga Hegla, upošteval pa je tudi razmišljanje dvojice Karla Marxa in Friedricha Engelsa. Svoj koncept nadaljevalnega napredka je vzel iz svoje interpretacije Heglovega koncepta o napredku. V  svojem konceptu je predstavil proces, s katerim imajo določene dobe možnost za ponovno izkoriščanje snovi iz preteklosti za prilagoditev svojih ideoloških potreb, ki so lahko napredne ali nazadnjaške. 
Princip upanja zbira dogodke tako imenovanega presežka utopičnih misli skozi leta. Bloch si predstavlja utopijo kot ne tako nedostopen ideal, ampak kot možno stanje, ki je politično dosegljivo z razvojem socializma. Slednjega vidi Bloch kot moderno izražanje utopičnega predstavljanja, ki vpliva na spremembo, kot sredstvo za vzpostavitev utopije, proti kateri sili zgodovina. 
V Blochovi filozofiji zgodovina ni vnaprej določena, vendar napreduje z odprtim procesom, ki ni določen izključno s posameznikom, temveč tudi s predmetom. Bloch predpostavlja, da predmet vsebuje sloje možnih rezultatov v stvarnosti, ki so zanj objektivne narave, hkrati pa je sinteza subjektivnih in objektivnih spoznanj.
Zaradi tega poskusa sinteze je Bloch pogosto postavljen v romantično tradicijo, kjer sta domišljija in materialistični svet idealistično združena. Ena izmed razlik med Blochovo in ostalimi filozofijami nemških romantikov je v tem da Bloch vztraja pri vključevanju možnega razvoja osebka v materialističen objektiven proces, medtem ko so bili filozofi romantike najprej zaskrbljeni zaradi subjektivnih dojemanj človeka. Bloch dopušča dialektično komuniciranje med objektivnimi in subjektivnimi stališči. S pomočjo tega izpelje politično nalogo humaniziranja materialih pogojev. Le s teoretičnim in praktičnim delom lahko nekdo pride do spoznanja možnosti o ureditvi sveta, ki ga lahko ljudje naredijo bolj človeku prijaznega in manj odtujenega. Vprašanje logike svobode in reda o ureditvi sveta, ki ga Bloch postavi kot osvetlitev svojega dela, ostaja pomembno.

## Vplivi
Blochovo delo je postalo vplivno v času študentskih protestnih gibanj v letu 1968 in v času teologije osvoboditve. Psihoanalitik Joel Kovel je hvalil Blocha kot največjega modernega utopičnega misleca. Blochovo delo je vplivalo tudi na Roberta S. Corringtona, ki pa se je trudil njegove ideje prilagoditi, da bi služile liberalni namesto marksistični politiki.

## Dela

### Knjige
- Geist der Utopie (1918)
- Thomas Müntzer als Theologe der Revolution (1921)
- Spuren (1930)
- Erbschaft dieser Zeit (1935)
- Freiheit und Ordnung (1947)
- Subjekt-Objekt (1949)
- Christian Thomasius (1949)
- Avicenna und die aristotelische Linke (1949)
- Das Prinzip Hoffnung (1938–1947)
- Naturrecht und menschliche Würde (1961)
- Tübinger Einleitung in die Philosophie (1963)
- Religion im Erbe (1959–66)
- Atheismus im Christentum (1968)
- Politische Messungen, Pestzeit, Vormärz (1970)
- Das Materialismusproblem, seine Geschichte und Substanz (1972)
- Experimentum Mundi. Frage, Kategorien des Herausbringens, Praxis (1975)

### Članki
- “Causality and Finality as Active, Objectifying Categories: Categories of Transmission”. TELOS 21 (Jesen 1974). New York: Telos Press